# 木瓜乡
木瓜乡是中国陕西省榆林市府谷县下辖的一个乡。

## 行政区划
木瓜乡下辖以下行政区：
木瓜村、前梁村、董家沟村、王家峁村、芦梁村、蔺家沟村、尧坬坡村、西坪村、东梁村、台问沟村、常塔村、阳坬村、柳沟村、圪针畔村、大柳树墕村